# Hof Reuschberg
Der Hof Reuschberg ist ein ehemaliges Klostergebäude des Pallottinerordens. Reuschenberg ist zugleich ein Gemeindeteil des Marktes Schöllkrippen im unterfränkischen Landkreis Aschaffenburg in Bayern. Der Hof liegt auf der Gemarkung von Schöllkrippen im Kahlgrund am Fuß des Reuschbergs kurz unterhalb des Waldrandes. Die Hauptgebäude sind in einer nach Nordosten geöffneten Hufeisenform angeordnet.

## Geschichte

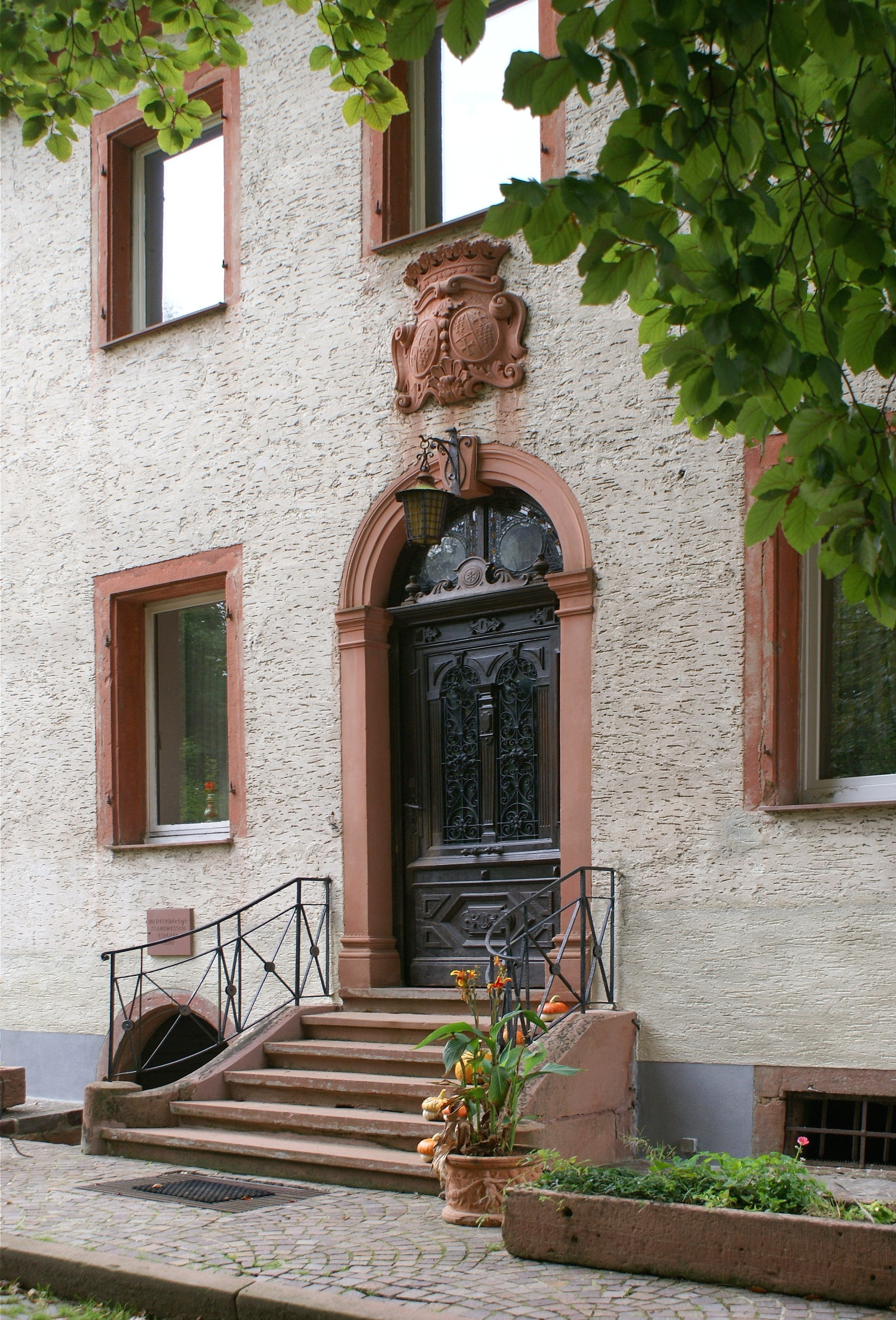
Portal der Akademie Reuschberg

Im frühen Mittelalter war der Hof Reuschberg eine große Hofanlage und gehörte zur Pfalz in Gelnhausen. Ab 1250 ging Reuschberg an die Grafen von Rieneck, die den Hof im 14. Jahrhundert an den Kurstaat Mainz abgaben. Um das Jahr 1720 wurden die Wohngebäude und die Hofanlage vollständig erneuert. Der Betreiber der Großkahler Glashütte erstand um 1800 den gesamten Hof. Die nachfolgenden Besitzer waren die Grafen von Öttingen. Die Forstmühle in Schöllkrippen gehörte bis zum Beginn des 19. Jahrhunderts zum Besitz des Hofes.
1924 wurde der Hof Reuschberg an den Pallottinerorden verkauft. 1938 wurde die jetzige Kapelle mit dem Padreszimmer erbaut und das Kloster durch die Brüder selbst bewirtschaftet. Das Missionshaus Maria Hilf wurde eingerichtet. Die 92,5 ha Wald und Ackerflächen, die dem Kloster Reuschberg gehören, sind seit dem Zweiten Weltkrieg verpachtet. Im Mai 1967 wurde das Kloster geschlossen.
Seit 1991 befindet sich in den Gebäuden eine Akademie für Theater und Kunst.